# ورزشگاه روته ارده
ورزشگاه روته ارده (به آلمانی: Stadion Rote Erde) ورزشگاهی چند منظوره در شهر دورتموند در کشور آلمان است.